# Poeciloblatta angusta
Poeciloblatta angusta är en kackerlacksart som beskrevs av Henri Saussure och Leo Zehntner 1895. Poeciloblatta angusta ingår i släktet Poeciloblatta och familjen jättekackerlackor. Inga underarter finns listade i Catalogue of Life.